# Twierdzenie Vivianiego

Suma ℓ + m + n równa się wysokości trójkąta.

Twierdzenie Vivianiego nazwane na cześć Vincento Vivianiego, stwierdza, że dla każdego punktu wnętrza trójkąta równobocznego suma jego odległości od boków trójkąta jest stała i wynosi tyle co wysokość trójkąta.
Twierdzenie można rozszerzyć na punkty leżące poza trójkątem. Jeśli punkt leży po przeciwnej stronie prostej tworzącej dany bok to przyjmuje się, że jego odległość od tego boku jest ujemna.
Inne rozszerzenie tego twierdzenia obejmuje wielokąty równoboczne oraz równokątne (w szczególności wielokąty foremne). Wówczas także suma odległości punktu od boków wielokąta nie zależy od wyboru punktu.

## Dowód

Twierdzenie dowodzi się natychmiast poprzez porównanie powierzchni trójkątów. Niech ABC będzie trójkątem równobocznym gdzie h oznacza jego wysokość, a s długość każdego z boków. P to dowolny punkt wnętrza trójkąta, zaś ℓ, m, n to odległości punktu P od każdego z boków. Powierzchnia trójkąta ABC jest sumą powierzchni trzech trójkątów: ABP, ACP i BCP:
{\displaystyle S(ABC)=S(ABP)+S(ACP)+S(BCP),}
{\displaystyle {\frac {sh}{2}}={\frac {s\ell }{2}}+{\frac {sm}{2}}+{\frac {sn}{2}},}
{\displaystyle h=\ell +m+n.}